# Bethel (Delaware)
Bethel é uma vila localizada no estado americano de Delaware, no condado de Sussex.

## Geografia
De acordo com o United States Census Bureau, a vila tem uma área de 1 km², onde todos os 1 km² estão cobertos por terra.

### Localidades na vizinhança
O diagrama seguinte representa as localidades num raio de 16 km ao redor de Bethel. 

## Demografia
Segundo o censo nacional de 2010, a sua população é de 171 habitantes e sua densidade populacional é de 165,1 hab/km². Possui 103 residências, que resulta em uma densidade de 99,4 residências/km².